# Agadir Challenger 1989
L'Agadir Challenger 1989 è stato un torneo di tennis facente parte della categoria ATP Challenger Series nell'ambito dell'ATP Challenger Series 1989. Il torneo si è giocato a Agadir in Marocco dal 13 al 17 marzo 1989 su campi in terra rossa.

## Vincitori

### Singolare
Goran Prpić ha battuto in finale  Mark Koevermans con il punteggio di 6–3, 6–3

### Doppio
Josef Čihák /  Cyril Suk hanno battuto in finale  Brett Dickinson /  Jörgen Windahl con il punteggio di 6–3, 6–3